# Bárna
Pour les articles homonymes, voir Barna.
Bárna est un village et une commune du comitat de Nógrád en Hongrie.